# Avil Geerinck
Avil Achilles Geerinck (Zele, 10 februari 1917 - 8 april 1980) was een Belgisch volksvertegenwoordiger en senator voor de Volksunie en burgemeester van Zele (1970-1980) voor de Zeelse Belangen.

## Levensloop
Aviel Geerinck, jongste in een landbouwersgezin met acht kinderen, volbracht zijn middelbare studies aan het Sint-Jozefscollege in Sint-Niklaas, waar hij in de klas zat met onder meer Hector De Bruyne, die later minister werd voor de Volksunie. In 1943 behaalde hij het diploma van dierenarts, een beroep dat hij echter nooit uitoefende. Nadat hij trouwde op 17 juli 1943 met Martha Rubbens nam hij het zaakvoerderschap op zich van de Stokerij Rubbens Gebroeders (Benoît Rubbens bleef kinderloos en Jean had drie dochters Alice, Elisabeth en Martha). Hij bleef dit tot 1970. Ook vervulde hij verschillende beheersfuncties in de financiële wereld.

## Politieke loopbaan
In zijn jeugd was Geerinck lid van Jong Dinaso. Na de Tweede Wereldoorlog werd hij geïnterneerd op verdenking van collaboratie, maar werd niet vervolgd.
In 1970 stapte hij in de gemeentepolitiek, en voerde een lokale lijst aan, de Zeelse Belangen. De lijst behaalde drie zetels. De decennialange CVP-meerderheid was hierdoor verbroken. Geerinck sloot een coalitie met de BSP en de PVV, mits hij zelf het burgemeesterschap kreeg. Zes jaar later behaalde zijn lijst tien zetels en werd een coalitie met de CVP aangegaan. Geerinck bleef burgemeester van Zele tot aan zijn dood in 1980.
Hij werd aangezocht om aan te sluiten bij de Volksunie en zetelde voor die partij van 1971 tot 1974 voor het arrondissement Dendermonde in de Kamer van volksvertegenwoordigers. In 1974 werd hij niet herkozen. Vervolgens zetelde hij van 1977 tot 1978 voor de Volksunie in de Belgische Senaat als provinciaal senator voor Oost-Vlaanderen.
In de periodes december 1971-maart 1974 en mei 1977-december 1978 had hij als gevolg van het toen bestaande dubbelmandaat ook zitting in de Cultuurraad voor de Nederlandse Cultuurgemeenschap, die op 7 december 1971 werd geïnstalleerd en de verre voorloper is van het Vlaams Parlement.